# Öland megye

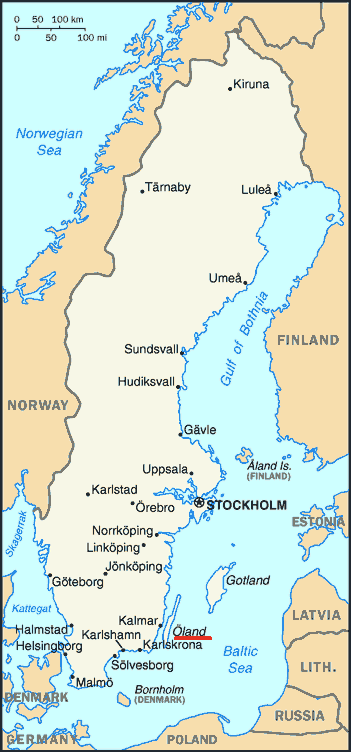
Öland elhelyezkedése

Öland megye (Ölands län) Svédország megyéje volt 1819 és 1826 között. Hozzátartozott Öland szigete, amely ugyanakkor Öland történelmi tartományt is alkotta. A kormányzó Borgholm városban lakott. Ma a sziget Kalmar megyéhez tartozik.

## Kormányzók
- Axel Adlersparre (1819–1821)
- Erik Gustaf Lindencrona (1821–1826)